# Ondulador

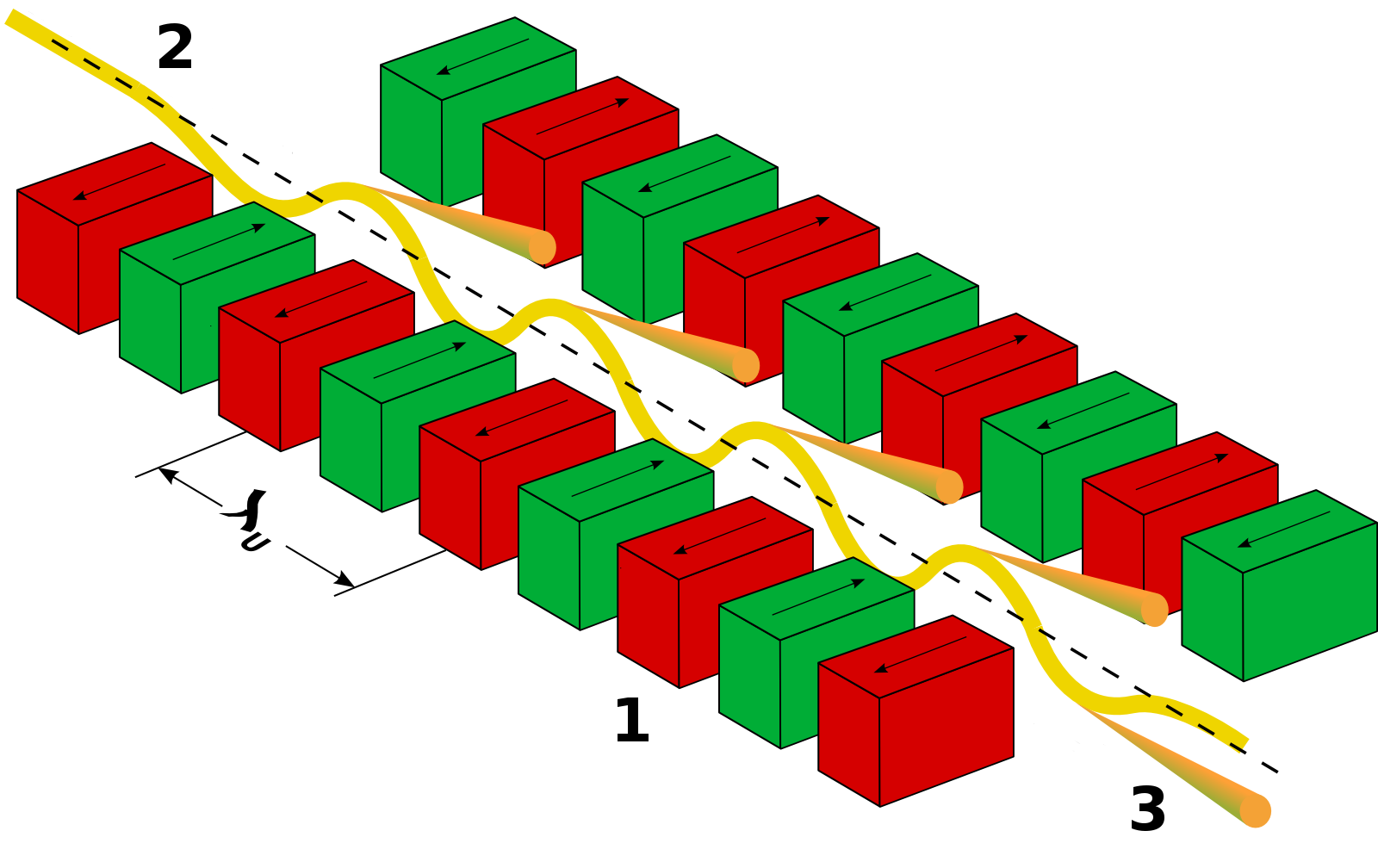
Funcionament de l'ondulador. 1: imants, 2: feix d'electrons que entra per la part superior esquerra, 3: radiació de sincrotró que surt per la part inferior dreta

Un ondulador és un dispositiu d'inserció de la física d'altes energies i normalment forma part d'una instal·lació més gran, un anell d'emmagatzematge de sincrotró, o pot ser un component d'un làser d'electrons lliures. Consisteix en una estructura periòdica d'imants dipols. Aquests poden ser imants permanents o imants superconductors. El camp magnètic estàtic s'alterna al llarg de la longitud de l'ondulador amb una longitud d'ona {\displaystyle \lambda _{u}}. Els electrons que travessen l'estructura de l'imant periòdic es veuen obligats a patir oscil·lacions i, per tant, a irradiar energia. La radiació produïda en un ondulador és molt intensa i es concentra en bandes d'energia estretes de l'espectre. També està col·limat en el pla òrbita dels electrons. Aquesta radiació es guia a través de línies de llum per a experiments en diverses àrees científiques.
El paràmetre de força de l'ondulador és:
{\displaystyle K={\frac {eB\lambda _{u}}{2\pi m_{e}c}}}
on e és la càrrega de l'electró, B és el camp magnètic, {\displaystyle \lambda _{u}} és el període espacial dels imants onduladors, {\displaystyle m_{e}} és la massa d'electrons en repòs, i c és la velocitat de la llum.
Aquest paràmetre caracteritza la naturalesa del moviment electrònic. Per {\displaystyle K\ll 1} l'amplitud d'oscil·lació del moviment és petita i la deflexió transversal gairebé sinusoïdal en funció del temps, de manera que els onduladors llargs poden tenir una amplada de banda estreta en l'eix i la major part de la potència radiada al voltant de la longitud d'ona fonamental. Per {\displaystyle 1\ll K} l'amplitud d'oscil·lació és gran i la deflexió transversal ja no és sinusoïdal en el temps de manera que conté components de Fourier d'harmònics elevats de la longitud d'ona fonamental. Aquest tipus de dispositiu naturalment té una amplada de banda molt més gran i normalment s'anomena wiggler.
Lluny de l'eix de l'ondulador, l'espectre de radiació s'amplia per l'efecte Doppler depenent de l'angle, de manera que per observar l'ample de banda naturalment estret, cal utilitzar una petita obertura per seleccionar només el con de radiació central.
Per a un dispositiu amb {\displaystyle N} períodes i una obertura prou petita, la brillantor d'un ondulador s'escala com {\displaystyle N^{2}} mentre que la brillantor d'un wiggler només escala com {\displaystyle N}. La diferència es deu a l'ample de banda naturalment més estret de l'ondulador. Com que la radiació emesa des d'un ondulador és incoherent, la potència s'escala linealment amb el nombre d'electrons. En un làser d'electrons lliures, s'aconsegueix una certa coherència i la potència pot escalar amb una potència més gran del nombre d'electrons.
La polarització de la radiació emesa es pot controlar mitjançant l'ús d'imants permanents per induir diferents trajectòries d'electrons periòdiques a través de l'ondulador. Si les oscil·lacions es limiten a un pla, la radiació estarà polaritzada linealment. Si la trajectòria de l'oscil·lació és helicoïdal, la radiació estarà polaritzada circularment, amb la manipulació determinada per l'hèlix.
La figura de mèrit d'un ondulador és la resplendor espectral.

## Història
El físic rus Vitaly Ginzburg va demostrar teòricament que els onduladors es podrien construir en un article de 1947. Julian Schwinger va publicar un article útil el 1949 que reduïa els càlculs necessaris a les funcions de Bessel, per a les quals hi havia taules. Això va ser important per resoldre les equacions de disseny, ja que els ordinadors digitals no estaven disponibles per a la majoria dels acadèmics en aquell moment.
Hans Motz i els seus companys de feina a la Universitat Stanford van demostrar el primer ondulador el 1952. Va produir la primera radiació infraroja coherent artificial. El disseny podria produir un rang de freqüència total des de la llum visible fins a ones mil·límetres.